# 馬克·布魯卡斯
馬克·布魯卡斯（英語：Marc Blucas，1972年1月11日—）是美國的一位演員。他出演過的主要作品包括電視劇吸血鬼獵人巴菲和辣女隊醫。他在2009年結婚。

## 外部連結
- 馬克·布魯卡斯在互联网电影资料库（IMDb）上的資料（英文）
- 在AllMovie上馬克·布魯卡斯的頁面（英文）